# Crazy (chanson de Franka Batelić)
Pour les articles homonymes, voir Crazy.
Chansons représentant la Croatie au Concours Eurovision de la chanson
My Friend
(2017) The Dream
(2019)
Crazy (« Folle ») est une chanson interprétée par la chanteuse croate Franka Batelić. Elle est sortie le 6 mars 2018 en téléchargement numérique. C'est la chanson qui représente la Croatie au Concours Eurovision de la chanson 2018 à Lisbonne au Portugal. Elle est intégralement interprétée en anglais.

## Concours Eurovision de la chanson

### Sélection
La chanson est sélectionnée en interne par le diffuseur HRT et est sortie le 6 mars 2018.

### À Lisbonne
Lors de la première demi-finale, Franka Batelić interprète Crazy en douzième position, suivant Lost and Found de la Macédoine et précédant Nobody but You de l'Autriche . Elle termine à la 17e place avec 63 points, un total insuffisant pour se qualifier en finale.

## Liste des pistes
| 1. | Crazy                | 3:00 |
| 2. | Crazy (instrumental) | 3:00 |

## Classements

### Classements hebdomadaires
| Classement (2018)   | Meilleure position |
| ------------------- | ------------------ |
| Croatie (HR Top 40) | 2                  |